# 아프리키야 항공 771편 추락 사고
아프리키야 항공 771편(Afriqiyah Airways Flight 771)은 2010년 5월 12일 트리폴리 국제공항으로 가는 도중 추락한 국제 아프리키야 항공 여객기였다. 탑승객과 승무원 104명 중 유일한 생존자는 루벤 반 아수우(Ruben Van Assouw)라는 네덜란드 틸부르그 출신 9세 소년이었다. 하지만 승무원 전원을 포함한 103명은 사망하였다. 아프리키야 항공 771편 추락은, 1994년 6월 30일 시험 비행 도중 7명이 사망한 첫 번째 사고 이후 사상자가 발생한 에어버스 A330의 세 번째 선체 손실이었으며, 에어프랑스 447편 추락 후 11개월 만에 발생했다.

## 같이 보기
- 에어프랑스 447편 추락 사고